# كوياما كيتشيرو
كيتشيرو كوياما (小山 慶一郎, Koyama Keiichirō) ممثل ومغني ياباني يقوم بقيادة فرقة البوب اليابانية نيوز، إنضم إلى شركة جونيز إنترتيمنت في بدايات 2001 عندما كان في عمر 17 سنة. كوياما تخرج من كلية التاريخ والجغرافيا-رتبة التاريخ الشرقي في جامعة ميجي عام 2007, كوياما يعمل كمذيع للأخبار أيضاً

## البطاقة الشخصية
- الاسم الحقيقي: كيتشيرو كوياما
- الألقاب: كيتشان، كويا
- تاريخ الميلاد: 1 ماي 1984 (28 سنة)
- فصيلة الدم: O
- مسقط الرأس: كاناقاوا، اليابان
- فرق سابقة انضم لها: K.K.Kity , B.A.D
- العائلة: أب، أم، أخت، قطة اسمها «نيانتا»

قام كوياما بتقديم برنامج «شونين كلوب» منذ 2006 حتى 2011 مع ناكامارو يويتشي، ثم انتقل إلى تقديم البرنامج الإخباري «نيوز إيفري».

## الدرامات
- Kanojo ga Shinjyatta عام 2004
- Unlucky Deizu: Natsume no Bōsō عام 2004
- Kurosagi عام 2006
- Ns' Aoi عام 2006
- Hana Yome wa Yakudoshi عام 2006
- Yukan Club عام 2007
- Loss:Time:Life عام 2008
- Guests of Room 0 عام 2010 , بالاشتراك مع كاتو شيقياكي[5]
- Lucky Seven عام 2012

## المسرحيات
- High School Musical عام 2007
- Loss:Time:Life عام 2008
- Call عام 2009
- Room 0 عام 2010

## العروض المتنوعة
- Ya-Ya-yah [منذ 2003 - حتى 2007]
- Hi! Hey! Say [منذ 2007 - حتى 2009]
- Shounen Club [منذ 2006 - حتى 2011] , بالاشتراك مع ناكامارو يويتشي
- Ashita Tsukaeru Shinrigaku! Teppan Note عام 2008
- Soukon [منذ 2009 - حتى 2010] بالاشتراك مع جميع أعضاء نيوز الحاليين.
- News every [منذ 2010 - حتى الآن]

## الإعلانات
- Russ-K , مع نيوز[6]
- Lawson , مع نيوز[7]
- Kosé , مع نيوز[8]